# Rosa forrestiana
Rosa forrestiana är en rosväxtart som beskrevs av George Albert Boulenger. Rosa forrestiana ingår i släktet rosor, och familjen rosväxter. Utöver nominatformen finns också underarten R. f. glandulosa.